# Lichnov (Bruntál)
Lichnov (in tedesco Lichten) è un comune della Repubblica Ceca facente parte del distretto di Bruntál, nella regione della Moravia-Slesia.